# Kista

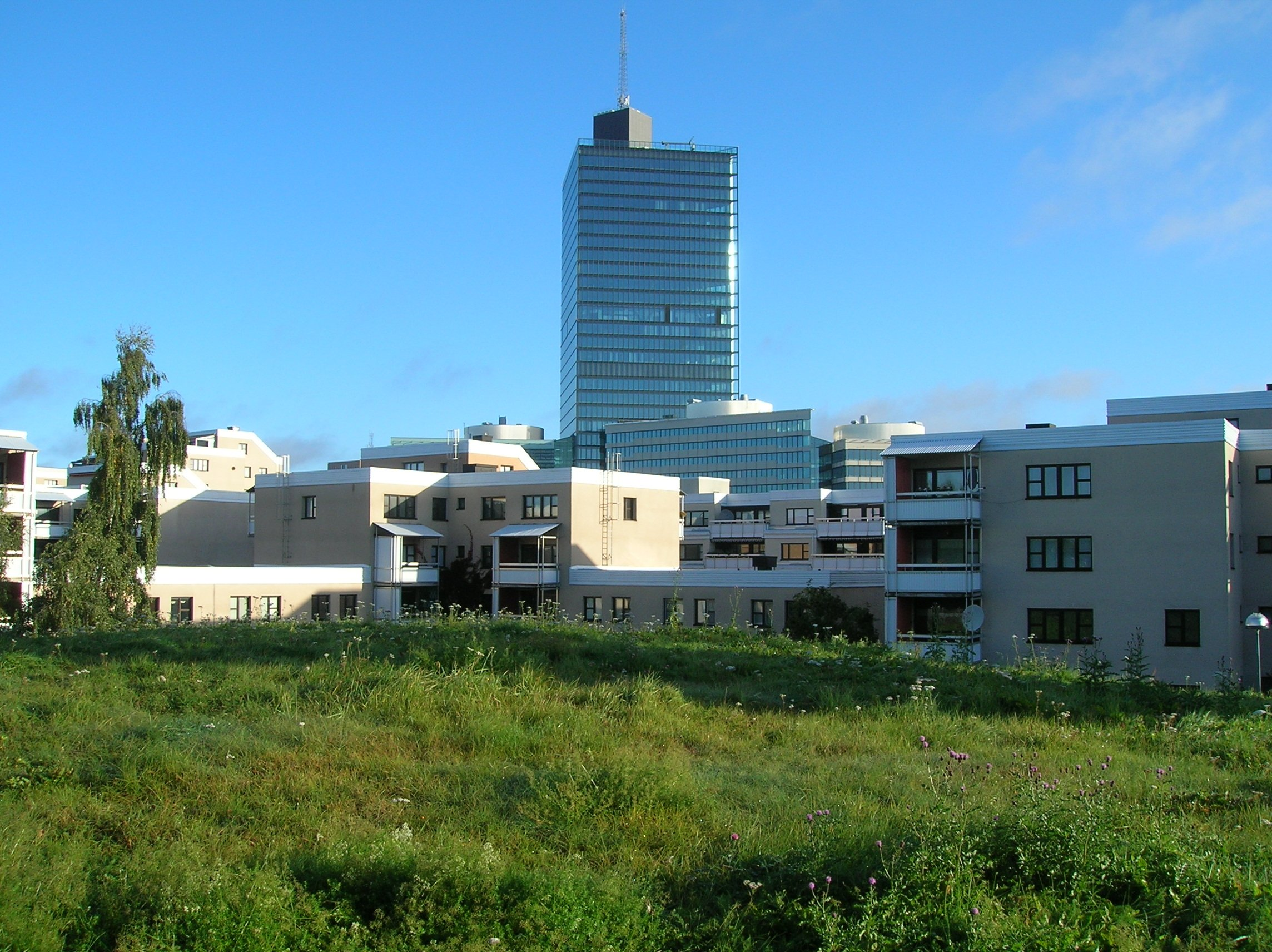
Kista Science Tower

Kista (Schwedisch: /'ɕiːsta/) ist ein Stadtteil im Nordwesten Stockholms, der zum Stadtbezirk Rinkeby-Kista gehört.
Kista gilt als das größte IT-Zentrum Schwedens, vielleicht sogar Europas. Die Spitznamen Wireless Valley und Science City hat sich Kista durch die Ansiedlung wichtiger IT- und Mobilfunkunternehmen gemacht.
Auch die Königliche Technische Hochschule und die Universität Stockholm sind in Kista durch die IT University gemeinsam vertreten, um wirtschaftsnahe Ausbildung zu bieten.
Kista wird durch die Tunnelbana-Linie mit dem Bahnhof Kista in einen westlichen Teil und einen östlichen Teil aufgeteilt. Die Industrie ist im Osten angesiedelt, während der westliche Ortsteil vor allem ein Wohnviertel ist. Die Straßen Kistas sind nach Örtlichkeiten und Personen aus Dänemark und Island benannt.
Kistas Skyline wird durch den 33-stöckigen Kista Science Tower mit dreieckigem Grundriss dominiert. Das Hochhaus wurde 2003 fertig gebaut. Nebenan befindet sich die Kista Galleria, eines der größten und modernsten Kaufhäuser im Großraum Stockholm. Der Komplex umfasst auch 14 Kinosäle.

## Wirtschaft und Industrie
Der Aufbau der Industrie in Kista begann in den 70er Jahren mit Firmen wie SRA (Svenska Radio Aktiebolaget, heute integriert in Ericsson), RIFA (später Ericsson Microelectronics und heute Infineon Technologies) und IBM Svenska AB (die schwedische Abteilung von IBM). 67.000 Angestellte arbeiten in Kista, davon 24.000 im IuK-Bereich.
Ericsson hat hier seit 2003 seinen Firmensitz, Indutrade auch.

## Galerie

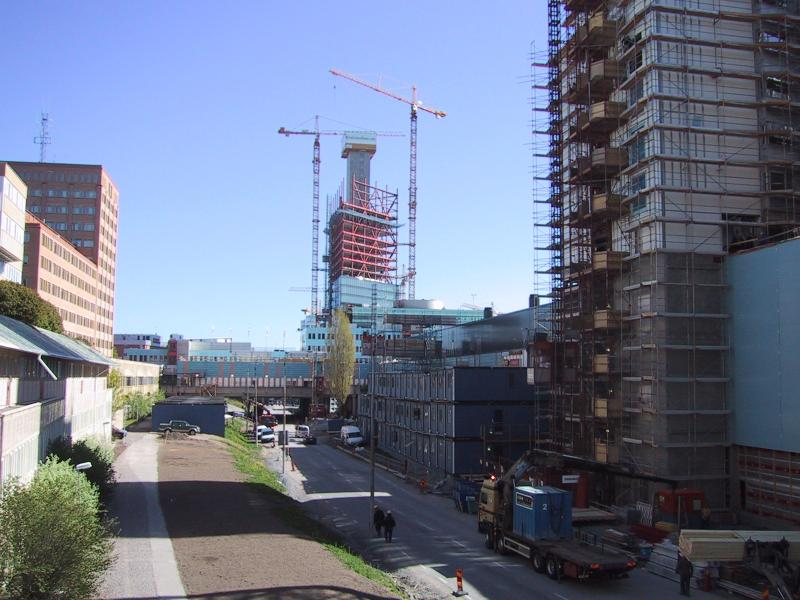
Kista Science Tower im Bau (Mai 2002)
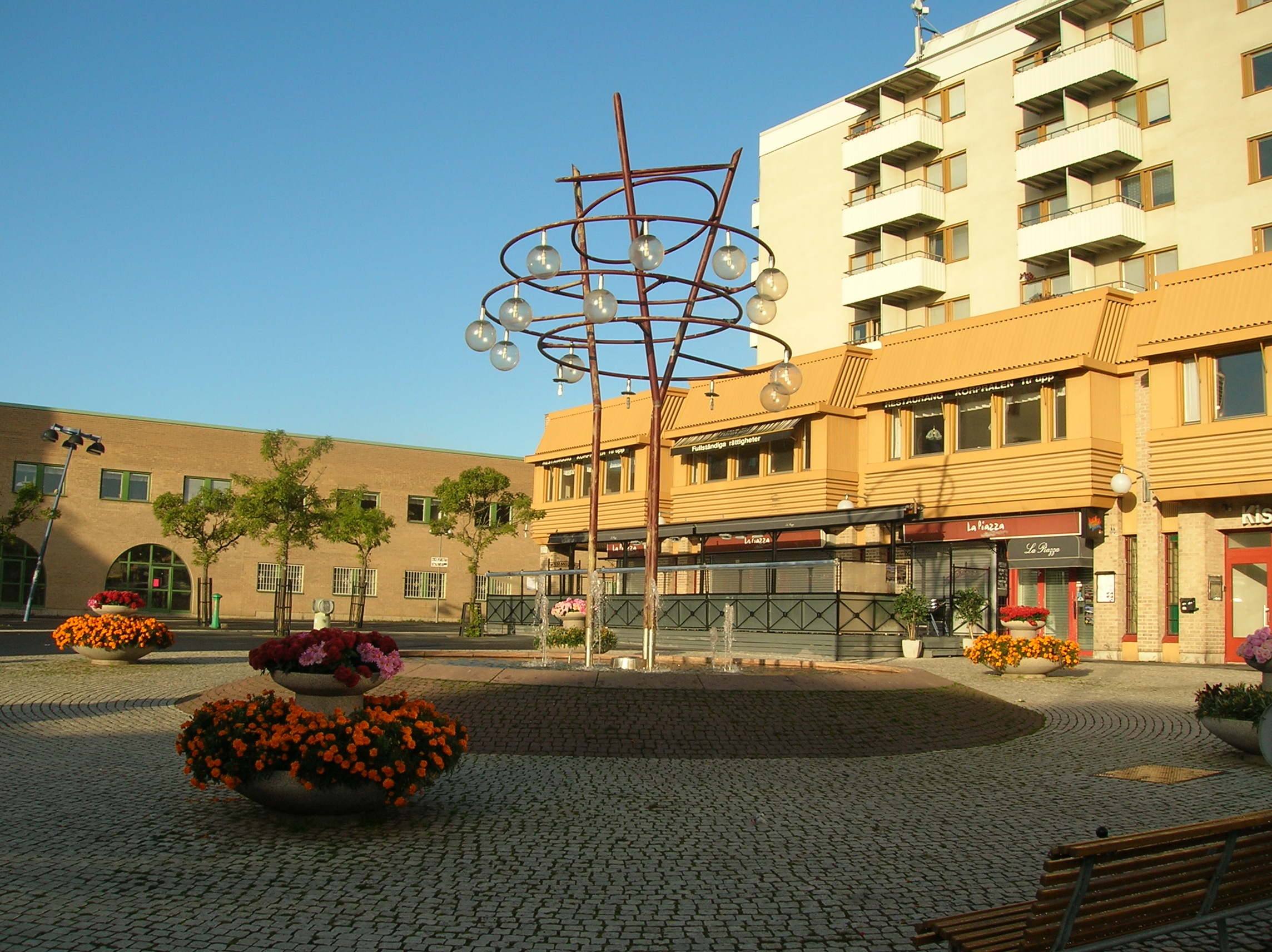
Kista torg
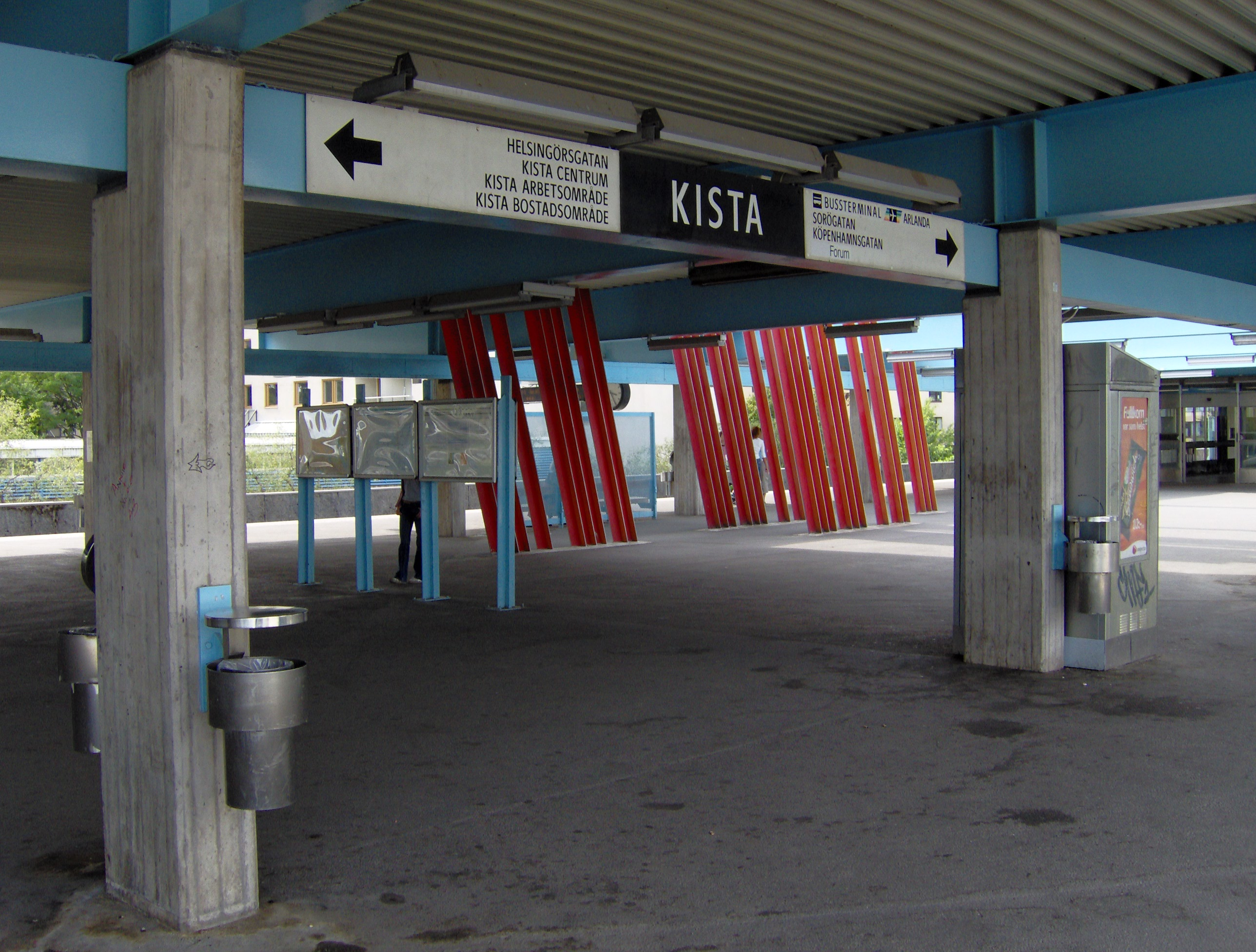
Tunnelbana-Station
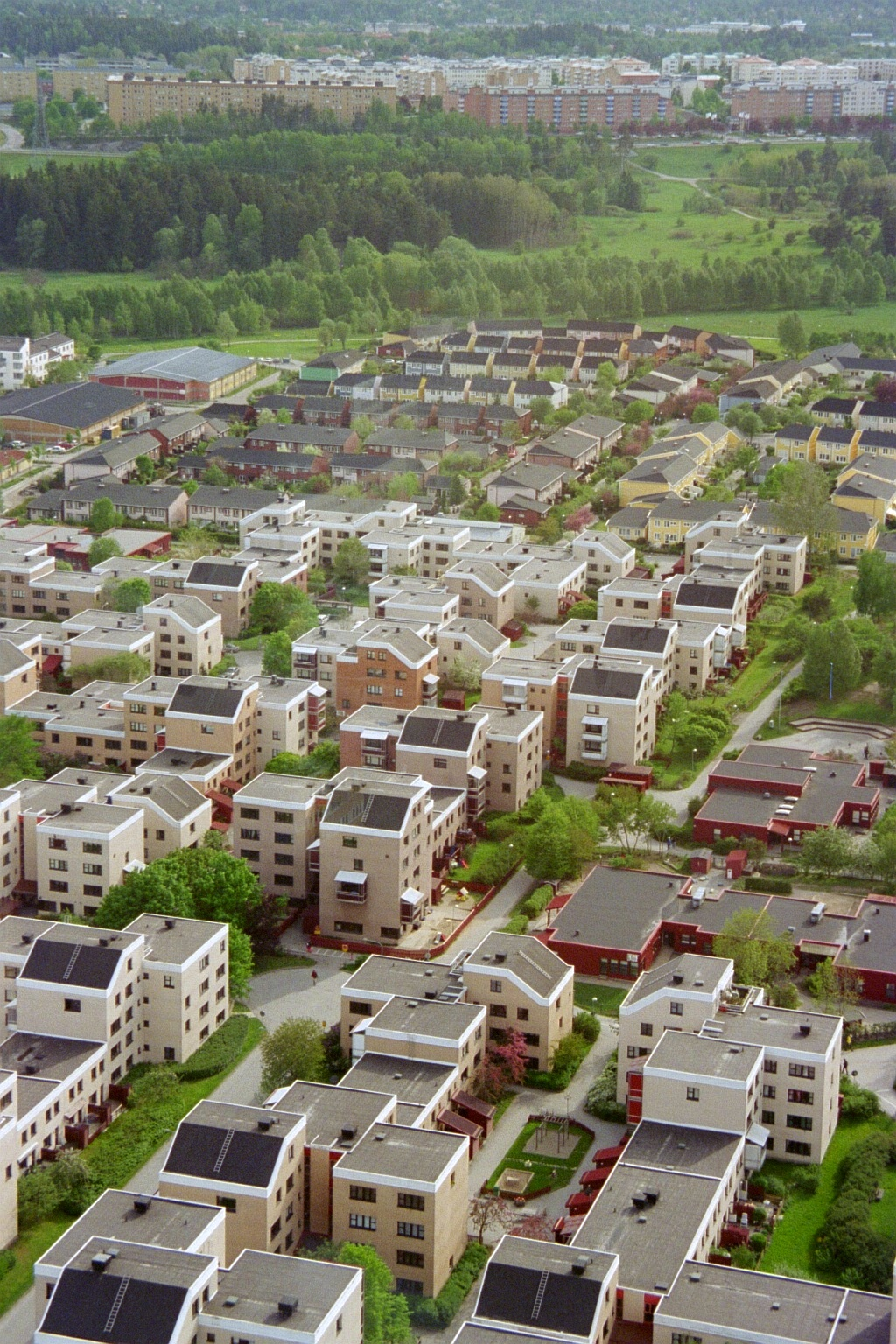
Wohnviertel in Kista, gesehen vom Kista Science Tower